# Punk à Grenoble
L'histoire du punk à Grenoble commence dans les années 1970.

## Histoire

### Débuts du punk à Grenoble
La culture musicale grenobloise suit d'assez près celle de Londres : les jeunes de la ville écoutent du Pub rock en 1976 et passent au Punk rock en 1977, notamment grâce à une mise en avant par un employé de la Fnac alors située à Grand'Place. En 1976 et 1977, des élèves du lycée Emmanuel-Mounier organisent une série de concerts tremplins ; en parallèle, dans le quartier Mistral, l'association Le Casse accueille des tournées musicales de rock et s'ouvre au punk, notamment après l'organisation du Festival antiraciste à Alpexpo. Un autre lieu important de la ville à l'époque est le disquaire Rock Contact, d'abord rue de la Poste puis rue Lakanal.
Les scènes locales françaises ont chacune une identité propre, et les organisateurs grenoblois se rapprochent de ceux du Havre, dont ils estiment que le style est proche du leur. Une maison de disque havraise, Closer, leur fait découvrir des groupes australiens qui rencontrent un grand succès à Grenoble aussi. Des groupes locaux commencent à se faire connaître. Sluggard Kings, notamment, est un groupe originaire du Village olympique de Grenoble qui enregistre un 45 tours et fait une tournée mais se sépare rapidement et dont le chanteur devient ensuite chanteur de Chameleon's Day. Quelques groupes locaux louent une cave dans le quartier Chorier et la transforment en studio de répétition, dont The Batmen. Dans l'album Bubble Skies, distribué par les Havrais de Closer, ils jouent un morceau de protestation contre Alain Carignon.
À la fin des années 1970 et au début des années 1980, le milieu punk commence à s'intégrer à la ville. Les bagarres de rues avec les bikers, les Teddy Boys et les bandes de l'Abbaye et de Mistral se raréfient.
Une association, Lancey Association Musique et Film (LAMF, en hommage à l'album Like a Motherfucker de Johnny Thunders), rachète l'ancienne salle des fêtes de Lancey à Villard-Bonnot et y organise des concerts, entre autres du The Gun Club, Dr. Feelgood, The Lords of the New Church ou encore Girlschool.
De 1980 à 1988, des étudiants de l'École des Beaux-Arts de Grenoble mènent un collectif dédié à la liberté d'expression, Chef Bob Productos. Ils publient des fanzines, créent des décors de concert et des pochettes de disques et font des peintures murales sauvages. Ils collaborent avec la Zone Interdite, une association installée dans une ancienne brasserie industrielle transformée en squat artistique avec une boîte de nuit dédiée, un bar et un studio de répétition ; le lieu est tenu par les Filthy Rebels, équivalent grenoblois des Hells Angels.
En 1983, deux amis visitent les États-Unis, surtout Washington DC, et en reviennent avec un énorme stock de disques et de fanzines qu'ils utilisent pour démarrer le disquaire spécialisé hardcore Bunker, rue Lakanal. Le magasin est fondé en 1981 ou 1982 avec l'objectif d'être un disquaire généraliste de rock, et se spécialise donc l'année suivante. Bien qu'installé près de la place Victor Hugo, populaire chez les punks, le disquaire fait l'essentiel de son chiffre d'affaires en vente par correspondance, entre autres grâce à un partenariat avec le fanzine parisien New Wave. L'équipe du disquaire anime également une émission de radio le vendredi soir à Lyon, Echoes from the Western Front, sur Radio Bellevue, à l'époque la plus grosse radio indépendante de la région lyonnaise. Le Bunker organise des concerts de nombreux groupes italiens, tenus à la Clé de Sol dans le quartier de Bonne ou au Café Bayard.
Une nouvelle génération de punks naît à partir de 1985 à Grenoble. Ils sont surtout concentrés autour de la place Victor Hugo plutôt qu'à la Zone Interdite, et beaucoup plus jeunes et au look plus recherché, avec l'objectif de ressembler à Sid Vicious pour beaucoup d'entre eux. Or, en 1986, Charles Pasqua pousse la ville de Grenoble à interdire les rassemblements sur la place.

### Déclin des années 1980 et 1990
En 1985, un groupe d'auteurs de fanzines décide d'organiser un festival sur deux jours au théâtre Sainte-Marie-d'en-Bas, à l'époque encore ouvert aux représentations musicales, et demandent aux Filthy Rebels d'en assurer le service d'ordre. Bérurier noir s'y produit le premier soir ; le second jour est catastrophique, entre autres parce que Les Wampas annulent leur venue sans prévenir. En parallèle, alors que la scène punk souffre de l'abus d'héroïne depuis le début des années 1980, de nombreux punks grenoblois meurent du Syndrome d'immunodéficience acquise. En 1987, le magasin Bunker est revendu et ne conserve qu'un local pour ses activités de label musical et de vente par correspondance. Début 1988, le label ferme, et en 1990, l'entreprise ferme ses portes définitivement.
Dans les années 1990, la mairie rase le quartier de la gare pour construire Europole, ce qui fait fermer la Frise et la Zone Interdite qui s'y trouve. Les punks locaux installent des affiches dans tous les bus et toutes les rues, et il faut moins d'une semaine à Alain Carignon pour proposer 20 000 francs de dédommagement aux punks, qui refusent les autres subventions municipales et une offre de construction d'un centre au Rondeau. La mairie fait alors bloquer une subvention de 200 000 francs du ministère de la culture. Le 102 est un lieu prisé des punks à partir de la fin des années 1980, tandis que la bibliothèque Kateb Yacine de Grenoble investit dans des vinyles de metal et de hard rock. À la fin des années 1980, une partie de la scène hardcore grenobloise adopte des postures provocatrices, dont le fait de se saluer systématiquement par un Sieg Heil, alors que la scène n'a paradoxalement que très peu de membres d'extrême-droite, contrairement à la scène punk lyonnaise.
En 1989, une seconde Zone Interdite ouvre, cette fois respectant les normes et non squattées, avec une grande scène inaugurée officiellement à Fontaine. Les lieux sont inaugurés par Johnny Thunders. La même année, la Section carrément anti-Le Pen organise plusieurs concerts contre Jean-Marie Le Pen, dont un gros concert sur le campus universitaire à Saint-Martin-d'Hères, où se produisent Doughboys, Die Trottel et Psycho Squatt. La nouvelle Zone Interdite ne rencontre jamais le succès de l'ancienne, et en raison du loyer trop élevé et de la concurrence du Summum et de Rock à Grenoble, le lieu ferme en 1991.
En 1991, un groupe de punks investit un centre de tri postal désaffecté et y organise des soirées sauvages, près de La Tronche. Or, quelques mois plus tard, le toit est fracassé par les autorités grenobloises, rendant le lieu impraticable et les forçant à fermer le lieu. Les amateurs de musique punk tendent à voyager à Lyon pour assister aux concerts, en l'absence d'une scène établie et stable à Grenoble. Un squat ouvre rue Monge et est très orienté à gauche, faisant de lui le premier lieu ouvertement impliqué en politique dans la scène punk grenobloise. Le 102 gagne en popularité et se place lui aussi ouvertement à gauche.
En parallèle, de nombreuses radios libres sont actives à Grenoble, dont Radio RKS et Radio Méga, qui partagent toutes les deux de la musique punk et parlent de concerts locaux. Radio Brume naît un peu plus tard et inclut aussi des émissions punk. Un groupe de chroniqueurs radio ouvre un club, l'Entrepôt, près de la rue Anthoard ; ils organisent un concert gratuit par mois à partir de 1993 et jusqu'en 1995. La culture punk laisse cependant beaucoup la place au reggae à Grenoble.
Fin 1993 ou début 1994, la Barak est ouverte par deux Parisiens vivant désormais dans le quartier Bouchayer-Viallet, au 22 rue Ampère. Au même endroit, un jeune punk ouvre la salle Tapavu.

### Revival des années 1990 et 2000
Les Grèves de 1995 en France redonnent un coup de fouet au mouvement punk à Grenoble : les gens du 102 ouvrent le Brise-glace et les anciens du squat Poulet rôti ouvrent le Pyralène, un squat et salle de concert. Le Tapavu gagne soudain en popularité et organise de nombreux concerts, souvent avec le soutien du collectif inter-squats, de juin 1996 à novembre 1999. En 1997, Radio Brume Grenoble licencie plusieurs chroniqueurs, qui décident d'ouvrir un nouveau squat, La Vache dans l'arbre, rue George Sand, là où était auparavant hébergé le squat Pyralène ; le lieu est expulsé l'année suivante puis laissé à l'abandon.
En 1997 et 1998, le Tapavu ferme pour être mis aux normes et entièrement refait pendant six mois. En 1998, cependant, il a beaucoup de mal à obtenir une bonne programmation et ne parvient pas à avoir un rapport positif avec la mairie, contrairement au 102 ; l'année suivante, le lieu ferme.
RKS accueille une émission régulière, Les nains aussi ont commencé petit, qui mêle politique et musique punk. L'ancienne équipe de La Vache dans l'arbre ouvre le squat de la Cour des miracles, suite directe du Petit Cirque rue Honoré de Balzac. Le squat accueille l'association Kalikof, qui lui permet d'obteni run soutien légal, d'organiser des concerts et de sortir une compilation, La pluie et le beau temps. Un groupe de Polonais vivant à Grenoble est très actif dans la scène musicale à ce moment-là, vers 1999.
En 2000, Konchit@s Prod est une association de femmes punk qui veut organiser des concerts. Or, leur soirée de lancement est immédiatement interrompue par les autorités ; le groupe continue à exister mais se produit dans d'autres lieux, dont le Magic Bus, la librairie l'Encre-Rage et le Tonneau de Diogène. Elles entrent en partenariat avec des groupes de Lyon et de Saint-Étienne, encourageant les artistes à se produire dans les trois villes plutôt que seulement à Lyon.
En 2002, le squat de la Mandrak parvient à renouveler sa convention avec la mairie de Grenoble. Les 400 couverts, un nouveau squat d'habitation et de concerts, ouvre. Le Groupe anarcho-punk de Grenoble, ou GAG, est fondé et organise des concerts à thèmes politiques, parfois associés à des projections de films.
Le Trièves devient un lieu important pour la culture punk, organisant de nombreux concerts à la salle des fêtes du Percy. Il devient commun pour les Grenoblois de s'y rendre lorsqu'une période ne voit pas de nouveaux événements ou lieux à visiter dans la ville.
Malgré l’engagement des Konchit@s au début des années 2000, l'apparition d'un mouvement féministe construit dans la scène punk date de 2006. Les Revengers sont un groupe de punk féminin grenoblois qui fait ses débuts dans le Trièves ; malgré leur présence, la scène punk reste extrêmement masculine. Les Grenobloises commencent à organiser une Ladyfest, où elles enseignent des techniques de son aux femmes participantes.
En 2005, le Local Autogéré de Grenoble, un infoshop anarchiste et libertaire, ouvre avec une large gamme de disques et de fanzines punk.

### Déclin des années 2010
Pendant quelques années dans les années 2010, il n'y a presque pas de concerts punk à Grenoble, et l'essentiel des concerts se déroule à La Ferrière. Le squat Le Kremlin's ouvre à Fontaine. Les groupes se produisent le plsu souvent au Dock et à l'Art-Ti-Cho, puis au 102, à la BATF ou encore au Roxy Cooper. Taenia solium est un label musical fondé autour de cette époque, qui vise à créer une compilation gratuite financée par des concerts de soutien, souvent à Bourg-de-Péage. Pendant et après la présidence de Nicolas Sarkozy, les squatteurs rencontrent beaucoup moins de soutien populaire, voire des actions menaçantes les visant directement de la part du voisinage, ce qui rend plus difficile la création d'un écosystème de squats ; les expulsions se multiplient. L'Art-Ti-Cho devient un bar prisé des concerts en dehors du réseau des squats et gagne en popularité, permettant d'attirer à nouveau des groupes d'autres villes et pays.

## Dispositifs
Le Gortex est un agenda mensuel musical de Grenoble créé en 2016. La ville possède également une forte culture de l'affichage.

## Groupes notables
- The Batmen
- Tijuana Kids, dont plusieurs membres fondent Barbarins Fourchus
- Pancho Villa
- Chicken's Call
- Satan
- Taulard